# Palo (Iowa)
Palo es una ciudad ubicada en el condado de Linn en el estado estadounidense de Iowa. En el Censo de 2010, tenía una población de 1026 habitantes y una densidad poblacional de 277,02 personas por kilómetro cuadrado.

## Geografía
Palo se encuentra ubicada en las coordenadas 42°3′46″N 91°47′54″O / 42.06278, -91.79833. Según la Oficina del Censo de los Estados Unidos, Palo tiene una superficie total de 3.7 km², de la cual 3.69 km² corresponden a tierra firme y (0.28 %) 0.01 km² es agua.

## Demografía
Según el censo de 2010, había 1026 personas residiendo en Palo. La densidad de población era de 277,02 hab./km². De los 1026 habitantes, Palo estaba compuesto por el 97.56 % de blancos, el 0.49 % de negros, el 0.1 % de amerindios, el 0.29 % de asiáticos, el 0 % de isleños del Pacífico, el 0 % de otras razas y el 1.56 % de dos o más razas. Del total de la población, el 1.36 % eran hispanos o latinos de cualquier raza.